# Cytryna Meyera
Cytryna Meyera (Citrus limonelloides) – gatunek rośliny z rodziny rutowatych (Rutaceae). Prawdopodobnie krzyżówka cytryny zwyczajnej i pomarańczy chińskiej. Pochodzi z Chin, gdzie na przedmieściach Pekinu została znaleziona przez badacza i pracownika departamentu rolnictwa USA Franka Nicholasa Meyera. Sprowadzona do Ameryki i wprowadzona do handlu w 1908 roku.  